# مرداب آبی: بیداری
مرداب آبی: بیداری (انگلیسی: Blue Lagoon: The Awakening) یک فیلم عاشقانه آمریکایی محصول ۲۰۱۲ است که در ۱۶ ژوئن ۲۰۱۲ در لایف‌تایم نمایش داده شد. ایندیانا اوانز و برنتون توایتز در این فیلم که بر اساس رمان مرداب آبی محصول ۱۹۰۸ و اقتباس‌های سینمایی قبلی آن ساخته شده‌است، بازی می‌کنند.